# LSM14B
LSM14B (англ. LSM family member 14B) – білок, який кодується однойменним геном, розташованим у людей на довгому плечі 20-ї хромосоми. Довжина поліпептидного ланцюга білка становить 385 амінокислот, а молекулярна маса — 42 071.
| 10         |  | 20         |  | 30         |  | 40         |  | 50         |
| ---------- |  | ---------- |  | ---------- |  | ---------- |  | ---------- |
| MSGSSGTPYL |  | GSKISLISKA |  | QIRYEGILYT |  | IDTDNSTVAL |  | AKVRSFGTED |
| RPTDRPAPPR |  | EEIYEYIIFR |  | GSDIKDITVC |  | EPPKAQHTLP |  | QDPAIVQSSL |
| GSASASPFQP |  | HVPYSPFRGM |  | APYGPLAASS |  | LLSQQYAASL |  | GLGAGFPSIP |
| VGKSPMVEQA |  | VQTGSADNLN |  | AKKLLPGKGT |  | TGTQLNGRQA |  | QPSSKTASDV |
| VQPAAVQAQG |  | QVNDENRRPQ |  | RRRSGNRRTR |  | NRSRGQNRPT |  | NVKENTIKFE |
| GDFDFESANA |  | QFNREELDKE |  | FKKKLNFKDD |  | KAEKGEEKDL |  | AVVTQSAEAP |
| AEEDLLGPNC |  | YYDKSKSFFD |  | NISSELKTSS |  | RRTTWAEERK |  | LNTETFGVSG |
| RFLRGRSSRG |  | GFRGGRGNGT |  | TRRNPTSHRA |  | GTGRV      |  |            |

A: Аланін

C: Цистеїн

D: Аспарагінова кислота

E: Глутамінова кислота

F: Фенілаланін

G: Гліцин

H: Гістидин

I: Ізолейцин

K: Лізин

L: Лейцин

M: Метіонін

N: Аспарагін

P: Пролін

Q: Глутамін

R: Аргінін

S: Серин

T: Треонін

V: Валін

W: Триптофан

Кодований геном білок за функціями належить до рибонуклеопротеїнів, білків розвитку, фосфопротеїнів. 
Задіяний у таких біологічних процесах, як регуляція трансляції, ацетилювання, альтернативний сплайсинг, метилювання. 